# Teoria da avaliação cognitiva
A teoria da avaliação cognitiva estuda as motivações básicas e as diferenças individuais nas motivações. Sendo a motivação a força que mobiliza a pessoa a interagir no ambiente, as necessidades básicas impulsionam a pessoa para uma ação determinada pelo contexto em que vive.
Historicamente existem dois tipos de motivações: as intrínsecas – como realização, responsabilidades e competências – e as motivações extrínsecas – como a alta remuneração, promoções, boa relação com a direção e um bom ambiente de trabalho.

## Teoria
No final da década de 60, um pesquisador defendeu que a introdução de recompensas externas, tais como a remuneração pelo esforço, para um trabalho que já havia sido gratificado intrinsecamente pelo prazer do trabalho em si, de maneira geral tende a diminuir a motivação, foi assim que veio a ser conhecida a avaliação cognitiva.
Segundo Robbins a teoria da avaliação cognitiva é: “ Disponibilizar recompensas externas a comportamentos que já foram recompensados intrinsecamente tende a diminuir o nível geral de motivação do indivíduo”.

## Motivação intrínsecas e extrínsecas
A motivação intrínseca e a extrínseca formam um contínuo, que vai desde a falta de motivação, passando por vários níveis da motivação extrínseca, até chegar à motivação intrínseca.

### Motivação intrínseca
A motivação intrínseca é quando o que move a pessoa para a ação são motivos internos baseados em necessidades intrínsecas e a gratificação da pessoa é pela ação em si, sem que sejam necessários benefícios externos como impulsionadores.

### Motivação extrínseca
A motivação extrínseca é aquela em que a pessoa é movida por condições externas a ela, sejam benefícios ou punições, mas que a ação por si só não a satisfaça.

## Validação da teoria
A validação da teoria da avaliação cognitiva terá grandes implicações para as práticas administrativas. Os especialistas em remuneração afirmam  que, para o pagamento e outras recompensas externas funcionem como motivadores eficazes, eles precisam ser contingentes ao desempenho do indivíduo. Mas, segundo os teóricos da avaliação cognitiva, isto apenas reduziria a satisfação interna ao indivíduo.  Substituímos um estímulo interno por um externo.

## Aplicação
Segundo Robbins “ A teoria tem limitada aplicabilidade nas organizações, porque a maioria das funções de nível mais baixo não é suficiente gratificante para despertar o alto interesse intrínseco, e muitas das posições executivas e especializadas oferecem recompensas intrínsecas”.
A teoria da avaliação cognitiva pode ter relevância para as funções dentro das organizações que se encontram no meio-termo – nem muito desagradáveis nem extremamente interessantes.